# منتخب فنلندا لكرة القاعدة
منتخب فنلندا لكرة القاعدة (بالفنلندية: Suomen baseballmaajoukkue)‏ هو ممثل فنلندا الرسمي في المنافسات الدولية في كرة القدم
.